# Луций Алиен
Луций Алиен (на латински: Lucius Alienus) е чиновник на Римската република през 5 век пр.н.е.
Той служи като плебейски едил през 454 пр.н.е.. Според Ливий той осъжда консула от предната година Гай Ветурий Цикурин заради начина на водене на консулската служба с парична присъда от 15 000 ас, които той трябва да плати в (Aerarium) държавната каса.